# Santa Maria i Sant Joan d'Oló
Santa Maria i Sant Joan d'Oló, o Església vella de Santa Maria d'Oló, és l'antiga església parroquial de Santa Maria d'Oló, del terme municipal del mateix nom, a la comarca del Moianès. És l'antiga església parroquial, situada en el punt més enlairat del poble de Santa Maria d'Oló, que ho fou fins a la construcció, en un lloc més cèntric, de l'actual església de Santa Maria d'Oló.

## Descripció
Es tracta d'un edifici d'una sola nau, cobert amb una teulada a doble vessant, amb capelles laterals afegides, un absis rectangular i un campanar esvelt en forma de torre. La porta d'accés està coronada per un arc de mig punt, a sobre del qual hi ha un frontó partit, amb un escut al centre i dos florons. Flanquejant la porta trobem en relleu una pilastra a cada cantó. En la portalada hi ha gravada la data de 1646. Un ull de bou s'obre en la part superior de la façana, En l'absis hi podem veure les restes d'una finestreta tapiada. L'aparell és obrat amb carreus irregulars de calcaria i gres, sense ser disposats en filades.
L'interior de l'església és fosc. A l'entrada hi ha un cor i l'església és coberta amb volta d'aresta falsificada. En ella s'hi guarden retaules barrocs, com el de l'altar major, retaule realitzat el 1663 cóm el realitzat al 1640també situat a l'altar major. També en trobem un altre realitzat al 1772 situat al lateral dret de l'altar just al costat del presbiteri.

## Història
Documentada des del 999, el 1083 ja consta com a parròquia, depenent de la família Oló fins al 1332. En el decurs dels segles posteriors ha sofert constants transformacions que han desfigurat del tot l'aspecte inicial.
Tot i que no semblen quedar restes de l'església romànica, al Museu Episcopal de Vic es conserva una creu processional romànica del segle xiii. Tanmateix, no es pot descartar que restin elements de la construcció primitiva entre les parets del temple actual.
L'església actual, parroquial fins al 1963, fou construïda vers el 1646, i ocupa el mateix solar de les altres esglésies consagrades el 999 i el 1166. És un edifici de pedra, de nau amb capelles laterals i un campanar esvelt, que guarda encara el retaule major fet el 1663. Va ser reformada a principis de la dècada de 1990.